# Götterdämmerung (rollspel)
Götterdämmerung är tyska för Ragnarök. För andra betydelser, se Ragnarök (olika betydelser).
Götterdämmerung (GD) är, enligt skaparna själva ett "mysterierollspel", utgivet 2005 av Riot Minds. Tidsmässigt utspelar sig spelet under 1700-talet, men det utger sig inte på något sätt för att vara historiskt korrekt då olika övernaturliga fenomen förekommer. Spelet har en mörk och mystisk stämning och fokus sätts på nämnda övernaturligheter och hemliga sammanslutningar av olika slag.
Huvudreglerna i spelet består av de två böckerna Codex Persona (regler för skapande av rollperson) och Lex Libris (spelets regler och bakgrundmaterial).
I slutet av 2014 släppte Riot Minds en betaversion av ny version av spelet, publicerad endast i webbform.

## Utkomna produkter
Rollspelet består i maj 2008 av följande officiella produkter.
Enligt uppgifter från Riot Minds på deras officiella forum arbetar de nu på en revidering av de två första regelböckerna.

### Regelverk
- Codex Persona (2005) — innehåller regler för skapande av rollperson.
- Lex Libris (2005) — innehåller spelets regler och bakgrundsmaterial, främst avsett för spelledaren.

### Äventyr
- Död och bråddjupa hemligheter rörande ockultisten Übel Staal (2005)

### Tillbehör
- Spelledarskärm (2005)
- Rollformulär (2005)
- Sub Rosa - Hemliga ordnar och sällskap (2008)